# Конфирмация (протестантизм)

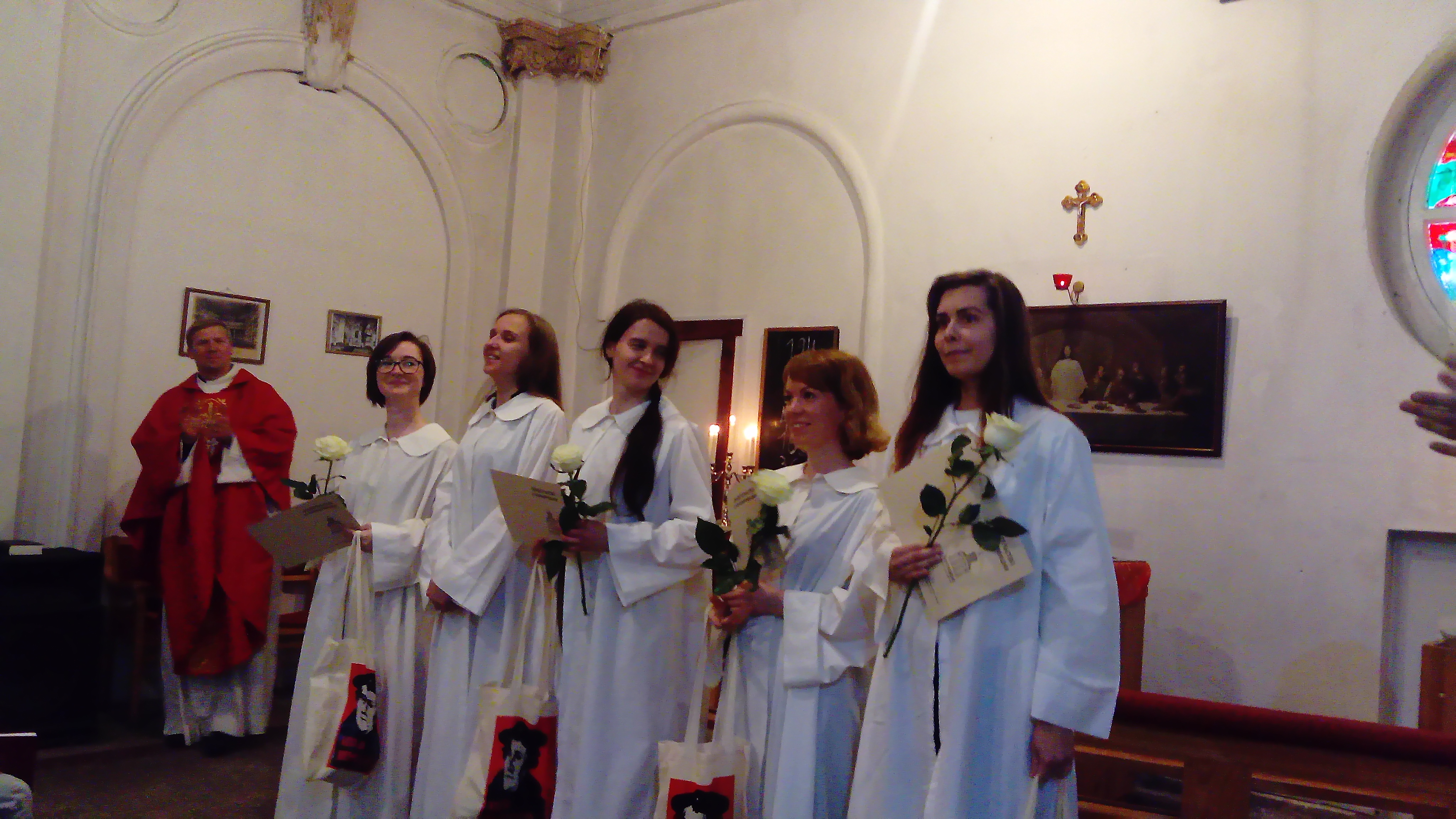
Конфирмация на день Аугсбургского исповедания в лютеранской церкви святой Анны (Санкт-Петербург, 2017)

Конфирмация — обряд первого причастия в протестантской церкви, символизирует достижение молодыми людьми 14—16 лет церковного совершеннолетия и сознательное выражение ими веры в Иисуса Христа, а также включение их в состав религиозного сообщества.

## Описание
Представляет обряд сознательного исповедания веры, где миропомазание как таковое отсутствует. Предполагается, что крещение человек принимает в младенчестве, конфирмация же свидетельствует, что человек сознательно делается частью церкви (Воцерковление). Таинством лютеране конфирмацию не признают, считая её одной из форм благословения (как брак).
Конфирмацию обыкновенно проходят в подростковом возрасте (14-16 лет), однако её можно пройти и в зрелом возрасте. Часто именно прохождение конфирмации является условием для допуска к причастию и к вступлению в брак. 
Во время обряда конфирмации пастор обращается к конфирмантам с напутственной речью, находя для каждого отдельные слова и сопровождая их изречениями из Библии. Нарядно одетые юноши и девушки держат в руках новые томики псалмов, а девушки ещё и маленькие букеты цветов, верующие исполняют песнь «Во имя Твоё крестился».
Прихожанин мог быть допущен к конфирмации только при условии умения читать священные тексты, так как конфирмированный член церкви имеет право заменять пастора при совершении таинства крещения. Этим фактом, в частности, объясняется высокий уровень грамотности протестантов даже среди крестьян в прежние годы[когда?]. 
Конфирмацию обычно проводят в начале праздничной службы после прохождения курса катехизации.
После церковного торжества конфирманты получают подарки и принимают участие в праздничном семейном ужине. После конфирмации опека крёстных формально прекращается, а сами конфирманты получают право становиться крёстными.
В общинах баптистов, пятидесятников, где крещение, как правило, совершается над взрослыми и отрицается крещение младенцев, конфирмация технически отсутствует, её роль полностью выполняет само крещение, обязательно предваряемое предкрещальной катехизацией. Аналогом же конфирмации в сакраментальном («католическом») смысле там служит молитва над новокрещёнными с возложением рук либо с поднятыми руками.